# Meclizina
La meclizina, es un antihistamínico que se usa para tratar el mareo por movimiento y los mareos (vértigo). Se toma por vía oral. Los efectos generalmente comienzan en una hora y duran hasta un día.
Los efectos secundarios comunes incluyen somnolencia y boca seca. Los efectos secundarios graves pueden incluir reacciones alérgicas. El uso durante el embarazo parece seguro, pero no se ha estudiado bien, mientras que el uso durante la lactancia no tiene una seguridad clara. Se cree que funciona en parte mediante mecanismos anticolinérgicos y antihistamínicos.
La meclizina se patentó en 1951 y empezó a utilizarse con fines médicos en 1953. Está disponible como medicamento genérico y, a menudo, de venta libre. En 2019, fue el medicamento número 150 más recetado en los Estados Unidos, con más de 4 millones de recetas. Entre otros nombres, se vende como Bonine , Antivert. 
Chiclida, Dramine, Navicalm.

## Clasificación
La meclizina es un antihistamínico de primera generación del tipo de piperazina. Es estructural y farmacológicamente similar a la buclizina, ciclizina e hidroxicina, pero tiene una vida media más corta de seis horas comparado a la ciclizina  e hidroxicina con vidas medias de 20 horas (la vida media no debe que ser confundida con la duración). Es utilizado como un antivértigo/agente antiemético, específicamente en la prevención y tratamiento de náusea, vómito, y mareo asociado con cinetosis. La meclizina a veces es combinado con opioides, especialmente con algunos de la clase de cadena abierta como son metadona, dextropropoxifeno, y dipipanona.

## Usos
La meclizina está aprobada por la FDA para tratar síntomas de cinetosis y para el manejo del vértigo que podría llegar a originar patologías del sistema vestibular. La seguridad y eficacia de la meclizina en los niños menores de 12 años no han sido establecidos, por lo que su uso en esta población no es recomendado. También debe ser administrada con precaución en ancianos (mayores a 65 años) debido al alto riesgo de confusión y amnesia.

### Cinetosis
La meclizina es efectivo para disminuir los síntomas de cinetosis, como son náuseas, vómito, y mareos. La dosis recomendable es 25–50 mg oralmente, tomándolo una hora antes de viajar.
El fármaco también es seguro para tratar náuseas durante el embarazo siendo un tratamiento de primera línea. La doxilamina es similarmente seguro. La meclizina podría no ser lo suficientemente fuerte ante estímulos de cinetosis, por lo tanto, defensas de segunda línea tendrían que ser probadas en aquellos casos.

### Vértigo
La meclizina puede ser eficaz en aliviar el vértigo experimentado a raíz de infecciones de oído interno u otras condiciones. La dosis recomendable es 25–100 mg por día oralmente, en dosis divididas.

## Efectos secundarios
Algunos efectos secundarios comunes como somnolencia, boca seca, y cansancio pueden ocurrir. Se ha demostrado que la meclizina tiene menos efectos secundarios de boca seca que el tratamiento tradicional para cinetosis, la escopolamina transdérmica. Una reacción alérgica muy seria a este fármaco es poco común, pero busque atención médica inmediata si esto ocurre. Los síntomas de una reacción alérgica seria pueden incluir: sarpullido, hinchazón, picor, mareo severo, y/o problemas respiratorios.

### Somnolencia
La somnolencia puede resultar como efecto secundario al tomar meclizina. Se les aconseja a los usuarios no operar maquinaria pesada bajo influencia de este fármaco. El consumo de alcohol bajo la influencia de meclizina puede resultar en somnolencia adicional.

### Consideraciones especiales en ancianos
Como con cualquier otro agente anticolinérgico, la meclizina puede causar confusión o agravar lo síntomas en aquellas personas con demencia en la población geriátrica (mayores a 65 años). Por lo tanto, se deben tomar precauciones al administrarlo en ancianos.

## Mecanismo de acción
La meclizina es un antagonista de receptores H1. Posee efectos anticolinérgicos, depresión del sistema nervioso central, y efectos anestésicos locales. Sus efectos antieméticos y de antivertigo no son plenamente comprendidos, pero su propiedades anticolinérgicas centrales son parcialmente responsables. El fármaco deprime la excitabilidad del laberinto y la estimulación vestibular, y pueda afectar la zona gatillo quimicorreceptora medular. Sin embargo, se ha sugerido que la meclizina solo tiene un efecto inhibidor en circunstancias normales de visualización, ya que se ha demostrado que el fármaco mejora una respuesta vestibular aislada. Al igual que el mareo por movimiento surge de una discrepancia entre múltiples sentidos, lo más probable es que la meclizina afecte una amplia gama de mecanismos sensoriales relacionados con el movimiento propio. La meclizina también es un antagonista de dopamina en receptores parecidos a D1 y D2, pero no causa catalepsia en ratones, quizás debido a su actividad anticolinérgica.[cita requerida]

## Síntesis
(4-Clorfenil)-fenilmetanol es halogenao con cloruro de tionilo antes de añadir acetilpiperazina. El grupo acetilo se escinde con ácido sulfúrico diluido,Una N-alquilación del anillo de piperazina con 3-cloruro de metilbencilo completa la síntesis.
Alternativamente, el último paso puede ser reemplazado por una N-alquilación reductiva con 3-metilbenzaldehído. El agente reductor es hidrógeno , y níquel Raney es utilizado como catalizador.
La meclizine es obtenida y utilizada como mezcla racémica , un mezcla 1:1 de los dos estereoisómeros. Las formas farmacéuticas contienen diclorhidrato.